# Grand Prix-seizoen 1948
Het Grand Prix-seizoen 1948 was het derde Grand Prix-jaar na de oorlog. Het seizoen begon op 17 januari en eindigde op 31 oktober na vijf "Grandes Épreuves" en 17 andere races.

## Kalender

### Grandes Épreuves
| Ronde | Datum       | Grand Prix         | Circuit        | Winnaar             | Constructeur | Verslag |
| ----- | ----------- | ------------------ | -------------- | ------------------- | ------------ | ------- |
| 1     | 16 mei      | Monaco             | Monaco         | Giuseppe Farina     | Maserati     | Verslag |
| 2     | 4 juli      | Zwitserland/Europa | Bremgarten     | Carlo Felice Trossi | Alfa Romeo   | Verslag |
| 3     | 18 juli     | Frankrijk          | Reims-Gueux    | Jean-Pierre Wimille | Alfa Romeo   | Verslag |
| 4     | 5 september | Italië             | Valentino Park | Jean-Pierre Wimille | Alfa Romeo   | Verslag |
| 5     | 2 oktober   | Groot-Brittannië   | Silverstone    | Luigi Villoresi     | Maserati     | Verslag |

### Andere races
| Datum        | Land             | Racenaam                                                          | Circuit              | Winnaar               | Constructeur       | Verslag |
| ------------ | ---------------- | ----------------------------------------------------------------- | -------------------- | --------------------- | ------------------ | ------- |
| 17 januari   | Argentinië       | Gran Premio del General Juan Perón y de la Ciudad de Buenos Aires | Palermo              | Luigi Villoresi       | Maserati           | Verslag |
| 25 januari   | Argentinië       | I Gran Premio Internacional del General San Martín                | El Torreón           | Giuseppe Farina       | Maserati           | Verslag |
| 1 februari   | Argentinië       | II Copa Acción de San Lorenzo                                     | Parque Independencia | Jean-Pierre Wimille   | Simca-Gordini      | Verslag |
| 14 februari  | Argentinië       | Gran Premio Dalmiro Varela Castex                                 | Palermo              | Luigi Villoresi       | Maserati           | Verslag |
| 21 maart     | Brazilië         | III Grande Prêmio de Interlagos                                   | Interlagos           | Chico Landi           | Alfa Romeo         | Verslag |
| 29 maart     | Frankrijk        | IX Grand Prix Automobile de Pau                                   | Pau                  | Nello Pagani          | Maserati           | Verslag |
| 25 april     | Brazilië         | IX Grande Prêmio da Cidade de Rio de Janeiro                      | Gávea                | Chico Landi           | Alfa Romeo         | Verslag |
| 29 april     | Jersey           | II Jersey Road Race                                               | Saint Helier         | Bob Gerard            | ERA                | Verslag |
| 2 mei        | Zwitserland      | II Grand Prix des Nations                                         | Genève               | Giuseppe Farina       | Maserati           | Verslag |
| 26 mei       | Man              | X British Empire Trophy                                           | Douglas              | Geoffrey Ansell       | ERA                | Verslag |
| 30 mei       | Frankrijk        | II Grand Prix de Paris                                            | Linas-Montlhéry      | Yves Giraud-Cabantous | Talbot-Lago-Talbot | Verslag |
| 27 juni      | Italië           | III San Remo Grand Prix                                           | Ospedaletti          | Alberto Ascari        | Maserati           | Verslag |
| 1 augustus   | Frankrijk        | XIV Grand Prix du Comminges                                       | Saint-Gaudens        | Luigi Villoresi       | Maserati           | Verslag |
| 7 augustus   | Nederland        | I Grote Prijs van Zandvoort                                       | Zandvoort            | Birabongse Bhanubandh | Maserati           | Verslag |
| 8 augustus   | Zwitserland      | Grand Prix de Suisse Orientale                                    | Erlen                | Toulo de Graffenried  | Maserati           | Verslag |
| 29 augustus  | Frankrijk        | XI Grand Prix de l'Albigeois                                      | Albi                 | Luigi Villoresi       | Maserati           | Verslag |
| 18 september | Groot-Brittannië | Goodwood Trophy                                                   | Goodwood             | Reg Parnell           | Maserati           | Verslag |
| 10 oktober   | Frankrijk        | IV Grand Prix du Salon                                            | Linas-Montlhéry      | Louis Rosier          | Talbot-Lago-Talbot | Verslag |
| 17 oktober   | Italië           | Gran Premio di Monza                                              | Monza                | Jean-Pierre Wimille   | Alfa Romeo         | Verslag |
| 24 oktober   | Italië           | Circuito di Garda                                                 | Garda                | Giuseppe Farina       | Ferrari            | Verslag |
| 31 oktober   | Spanje           | IX Gran Premio de Penya Rhin                                      | Pedralbes            | Luigi Villoresi       | Maserati           | Verslag |

1894 · 1895 · 1896 · 1897 · 1898 · 1899 · 1900 · 1901 · 1902 · 1903 · 1904 · 1905 · 1906 · 1907 · 1908 · 1909 · 1910 · 1911 · 1912 · 1913 · 1914 · 1915 · 1916 · Eerste Wereldoorlog · 1919 · 1920 · 1921 · 1922 · 1923 · 1924 · 1925 · 1926 · 1927 · 1928 · 1929 · 1930 · 1931 · 1932 · 1933 · 1934 · 1935 · 1936 · 1937 · 1938 · 1939 · 1940-1945 (Tweede Wereldoorlog) · 1946 · 1947 · 1948 · 1949 
 Lijst van Grand Prix-wedstrijden voor 1950